# Sous-préfecture de Charolles
La sous-préfecture de Charolles est un édifice situé dans la ville de Charolles, dans le département de Saône-et-Loire en région Bourgogne-Franche-Comté. L'arrondissement de Charolles a été créé comme tous les arrondissements français par la loi du 28 pluviôse an VIII (17 février 1800) en se substituant aux districts de Charolles, Bourbon-Lancy et Marcigny.

## Histoire
Le bâtiment est l'ancienne demeure du XVIIIe siècle de Claude Fricaud, député du bailliage de Charolles en 1789.
L'hôtel de la Sous-Préfecture est inscrit au titre des monuments historiques par arrêté du 16 septembre 2019,